# بادبزن جنگی ژاپنی

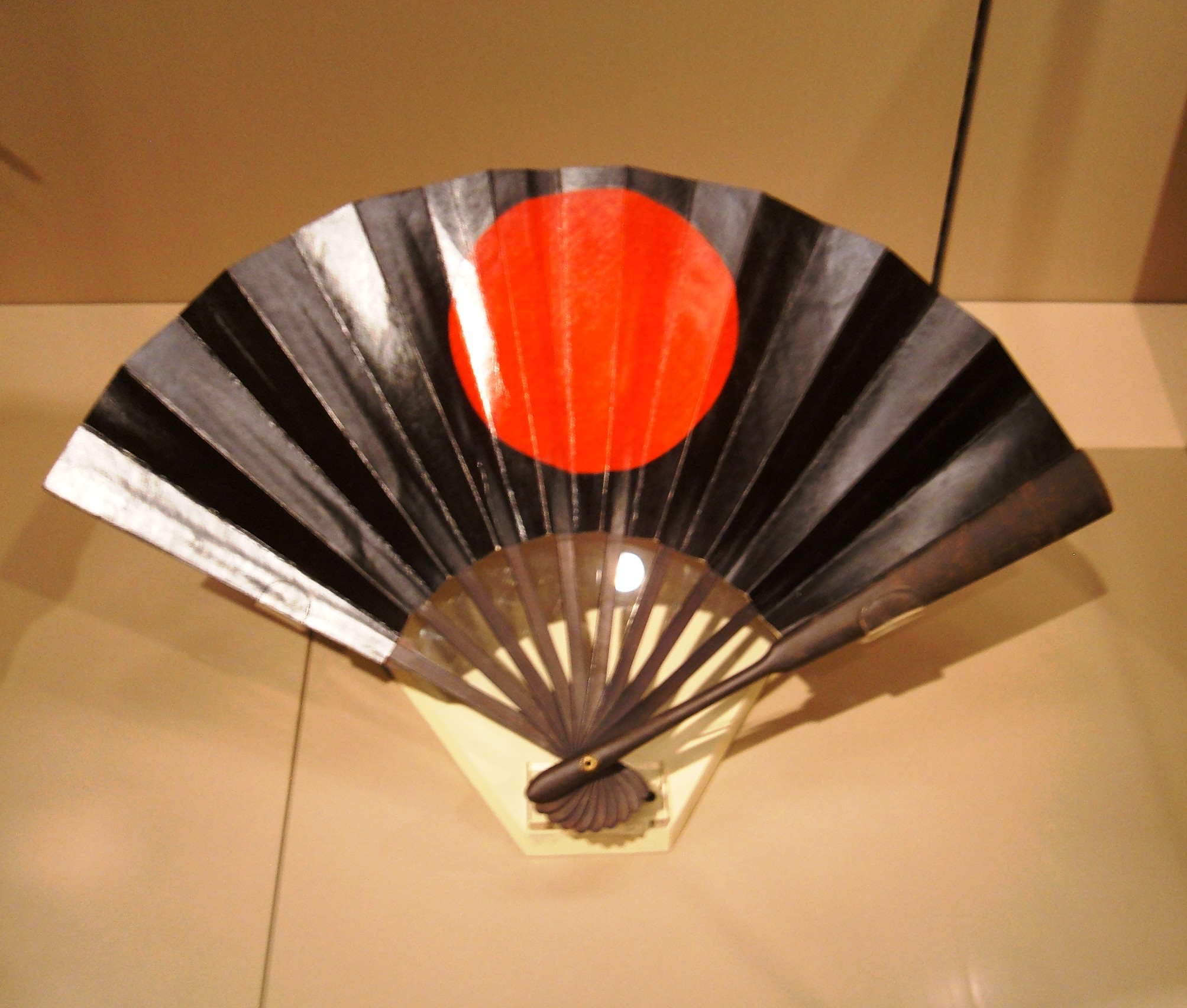
عتیقه ژاپنی (سامورایی) دوره ادو بادبزن جنگی گونسن، ساخته شده از آهن، بامبو و لاک که خورشید را به تصویر می‌کشد (۱۸۰۰–۱۸۵۰) در موزه هنر آسیایی در سانفرانسیسکو، کالیفرنیا به نمایش گذاشته شده است.

بادبزن جنگی ژاپنی، تسن ، گونسن (ژاپنی: 鉄扇,てっせん) یک بادبزن ژاپنی است که به عنوان سلاح یا برای علامت دادن استفاده می‌شود. چندین نوع از بادبزن‌های جنگ توسط طبقه سامورایی از فئودال تاریخ ژاپن استفاده می‌شد و هر کدام ظاهر و هدف متفاوتی داشتند.